# ITunes Session (minialbum Maroon 5)
iTunes Session – minialbum amerykańskiego zespołu pop rockowego Maroon 5. Album wydany został 18 lutego 2011 roku przez wytwórnię płytową A&M/Octone Records do zakupu wyłącznie w sklepie interentowym iTunes Store. Na albumie znalazło się sześć wybranych utworów z trzech pierwszym albumów studyjnych zespołu.

## Lista utworów
1. "Never Gonna Leave This Bed"  – 3:22
2. "Misery" – 4:19
3. "Better That We Break" – 3:07
4. "She Will Be Loved" – 4:31
5. "Secret" – 4:23
6. "Little of Your Time" – 2:25